# Carnaval da República Tcheca
O Carnaval da República Tcheca acontece o Masopust festival tem lugar a partir de Epiphany o (Den tří králů) até Ash Wednesday Středa (Popeleční ).
Masopust refere-se para dizer "adeus à carne" e muitas vezes o festival inclui uma festa de porco em preparação para a Quaresma. A tradição é mais comum na Morávia, mas não ocorrem na Boêmia também. Enquanto a tradição varia de região para região, máscaras e fantasias estão presentes em toda parte. 